# ミング・オリク駅
ミング・オリク駅（ウズベク語: Ming Oʻrik bekati）はウズベキスタンのタシュケントミラバード地区にある、タシュケント地下鉄ユヌサバード線の駅。

## 沿革
2001年10月26日にハビブ・アブドゥラエフ（今のシャフリスタン）-ミング・オリク間の開通時に駅開業。開業と同時にウズベキスタン線のアイベク駅と接続。

## 駅構造
島式ホーム1面2線を有する地下駅。渡り線は引き上げ線側にあるため、ホームで直接トゥルキスタン方面に折り返すことは不可能であり、ミング・オリク駅に到着した列車は全て回送電車として引き上げ線へ入線して折り返しを行う。
ホームから出口への階段はホーム両端にあり、改札口も別個に設置されている。改札口は入口・出口で分けられており、入口側はセキュリティチェックがある。ウズベキスタン線のアイベク駅への乗り換えはホーム中程にある階段を上り、140mの通路を経由する。

## 駅周辺
- アイベク通り（ウズベク語版）
- アフラシヤブ通り（ウズベク語版）
- シャフリサブズ通り（ウズベク語版）
- タシケント製薬研究所（ウズベク語版）
- ウズベキスタン国立美術館
- モスクワ州立大学タシケント支部（英語版、ウズベク語版）

## 隣の駅
タシュケント地下鉄
 ユヌサバード線
ユヌス・ラジャビィ駅 - ミング・オリク駅